# Simon Troelsgaard
Simon Troelsgaard (født 19. august 1988 i Skive), er en dansk guitarist. Han var medlem af gruppen Dúné fra 2001 og til han forlod bandet i 2011, hvor han medvirkede på Dúnés to første studio albums. Simon var med sine 202 cm. også det højeste medlem af bandet og ses som regel med en Fender Stratocaster eller sin Gibson Les Paul.
Troelsgaard gik på Skivehus Skole 1994-2003 og i 9. klasse på Mellerup Musikefterskole 2003-2004 sammen med Matt Kolstrup. Han tog sin ungdomsuddannelse på Skive Gymnasium og HF, og blev sproglig student i 2007.

## Tiden efter Dúné
Troelsgaard benyttes som liveguitarist af flere kunstnere som eksempelvis Jokeren, Peter Viskinde og Bryan Rice. Simon Troelsgaard er uddannet på Det Jyske Musikkonservatorium i Aarhus. I dag er Simon tilknyttet musikundervisning.dk som musikunderviser i Guitar, sammenspil og bandoktor. 
I 2019 startede Simon som musiklærer på Klank Efterskole Arkiveret 26. oktober 2020 hos  Wayback Machine

## Eksterne henvisningner
- Simon Troelsgaard på Discogs